# 窗

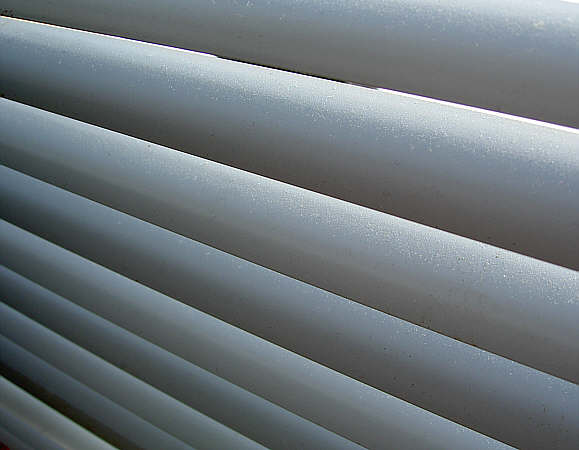
百葉窗

窗或窗户，在建筑学上是指墙或屋顶上建造的洞口，用以使光线或空气进入室内。事实上窗和户的本意分别指窗和门，在现代汉语中窗户则单指窗。

## 中文释义
“窗”本作“囪”（“囱”為俗字），即在墙上留个洞，框內的是窗櫺，可以透光，也可以出烟，后加“穴”字头构成形声字。《说文》说：“在墙曰牅，在屋曰囪。窗，或从穴。”

## 古代的窗

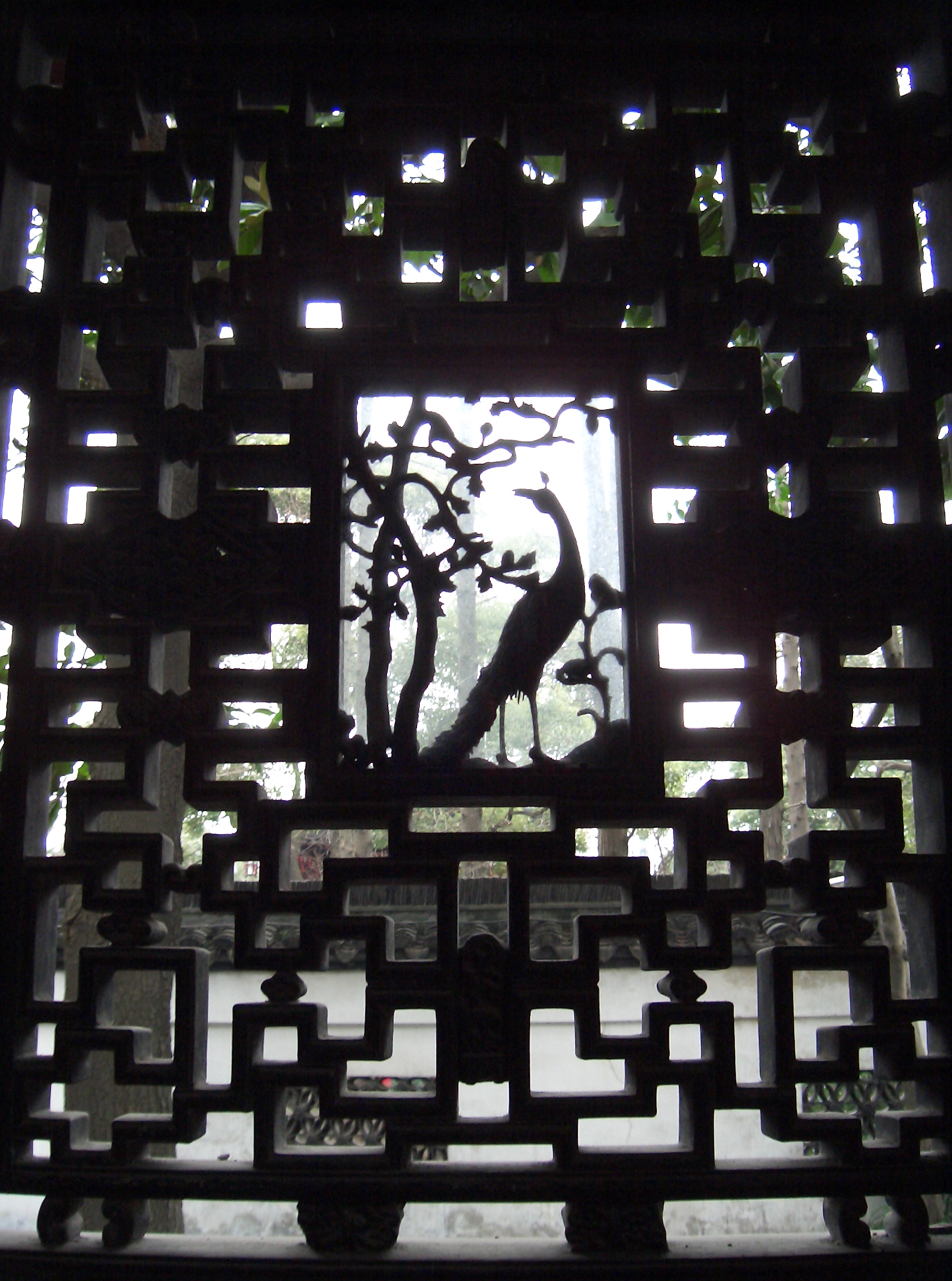
上海豫园里的花窗

由于材料的限制，最早的窗只是在墙上开个通风透光的空洞。很快人类想到利用天然或人工的纤维材料作为遮挡，以保证在透光的同时又能挡风遮雨。早期常采用动物的毛皮或植物纤维编织成窗扇，随后东方开始采用纸或织物，而西方采用玻璃作为窗的主要材料，花窗玻璃是哥特式教堂的一个重要元素。

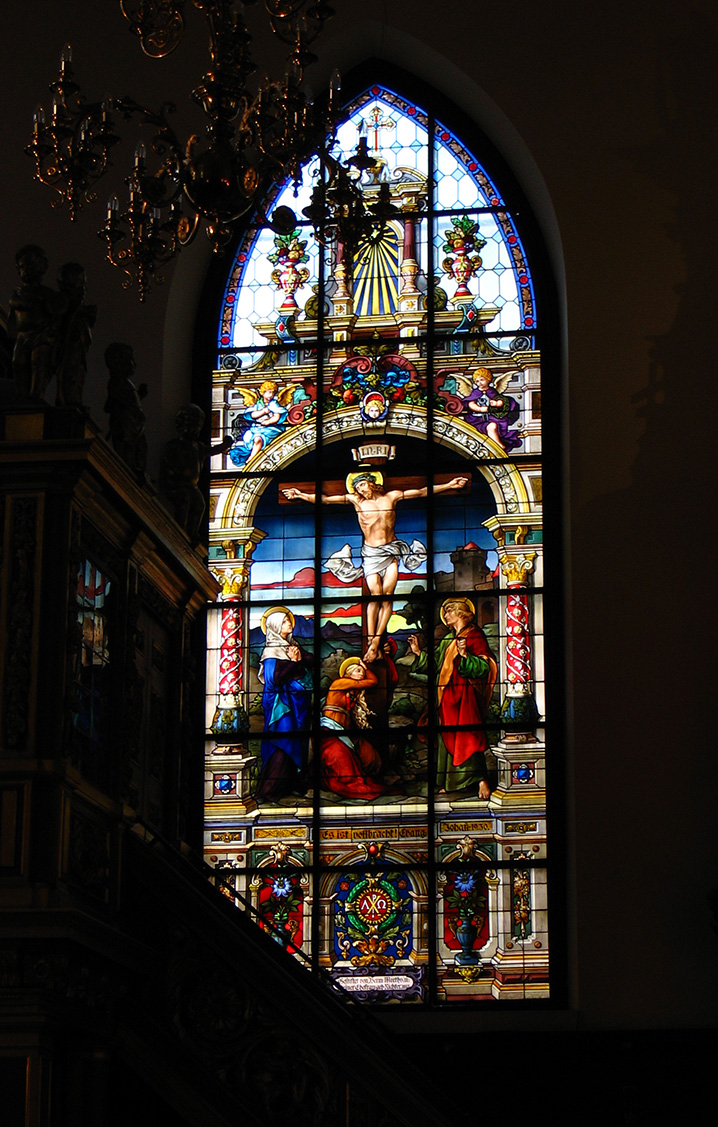
教堂的花窗玻璃

## 分类
若按材质来分，窗可分为实木窗，铝木复合窗（中國市场上也有所谓的“铝包木”，“木贴铝”），塑钢窗，铝合金窗等等。若按开启方式来分，有平开窗、倾开窗、上悬窗、下悬窗、中悬窗、推拉窗、屋顶天窗等等。若按操作方式来分，则有手动开启窗、电动窗、遥控开窗等。此外，窗与格条、百叶等结合，还可以适用于不同风格的建筑，比如中式格栅窗、仿古落地窗、欧式格条窗、百叶窗等等。

### 平开窗
平开窗是最为常见的一种窗，窗扇通过铰链与窗框结合，窗扇可以旋转开启。这种窗的优点是构造简单，整扇窗可以100%打开，关闭时气密性好，建筑热工性能高，在建筑节能要求越来越高的今天，平开窗已成为市场的主流。但平开窗的缺点是窗扇开启后要占据一定的空间，在某些特别狭窄的位置没有足够的空间容纳开启的窗时不宜采用。
平开窗根据铰链的位置可以分为侧开窗和悬窗两种。侧开窗水平方向开启，窗扇在开启过程中始终保持平衡，不必担心在重力影响下自行运动造成危险，一般用于面积较大的主窗；悬窗由于是垂直方向开启，开启角度受到限制，一般用于厨房、卫房间等的通风换气。目前较新型的平开窗可以兼具侧开窗和悬窗两者于一身，允许双向开启。

### 推拉窗
推拉窗采用装有滑轮的窗扇在窗框上的轨道滑行，这种窗的优点是窗无论在开关状态下均不占用额外的空间，构造也较为简单。但由此带来的缺点是最多只有50%的窗扇可以打开，关闭时气密性差。近年来有采用新技术的改进型推拉窗，可以将多个窗扇推至一侧折叠。同时也有提高气密性的推拉窗，但总体来说仍然无法达到平开窗的热工性能，能耗较高，所以在先进国家很少采用这种窗。
在中国建筑市场上推拉窗非常普遍，随着建筑节能要求的提高各地也相应出台了限制推拉窗的规定，如天津市就规定，从2006年8月1日起，新建、改建、扩建的公共建筑禁止使用推拉窗；新建、改建、扩建居住建筑的外窗禁止使用推拉窗 （页面存档备份，存于）。

### 天窗

圖解天窗

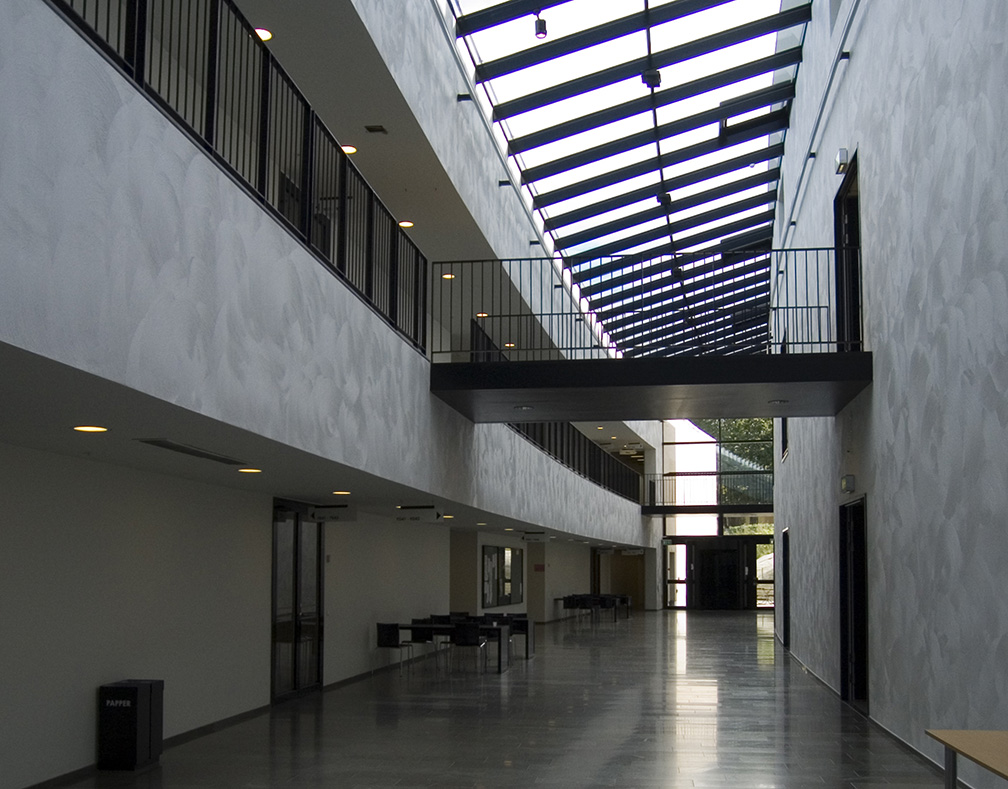
天窗采光

天窗由于其特殊的位置，一般为不可开启的玻璃窗，如采光罩，但也有某些建筑由于设计需要，采用特殊的机械开窗器控制其开关。

## 构造

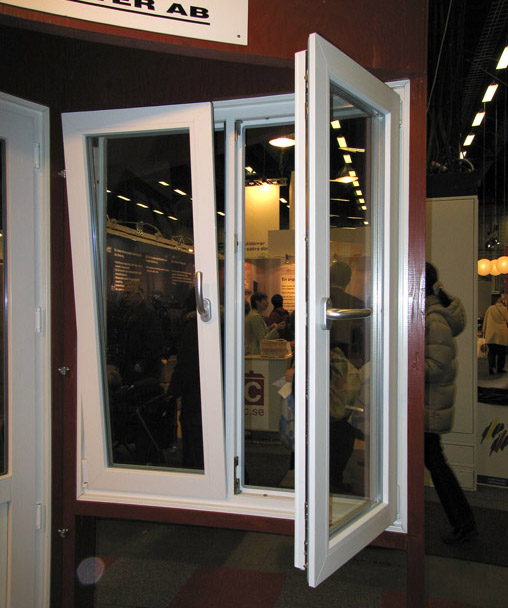
可双向开启的窗

现代的窗由窗框、中间的透明部分和活动构件（铰链、执手、滑轮等）三部分组成。窗框负责支撑窗体的主结构，可以是木材、金属、陶瓷或塑料材料，透明部分依附在窗框上，可以是纸、布、丝绸或玻璃材料。活动构件主要以金属材料为主，在人手触及的地方也可能包裹以塑料等绝热材料。

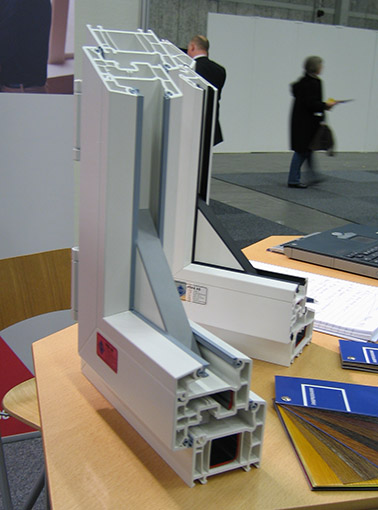
一种塑钢保温窗的窗框剖面

随着建筑技术的发展以及人类生活水平的提高，窗的构造也日趋复杂以满足更高的热工要求。高级的建筑会采用双层甚至三层真空Low-E玻璃，双道橡胶密封条，以保证其最佳的保温隔热性能。水平天窗可以做成无框的单元，也被称为采光罩。玻璃幕墙可以被认为是一种特殊的窗，即整个建筑外墙都变成了可透光的窗。

### 玻璃
平板玻璃（浮動法）

### 活动构件
- 铰链
- 滑轮
- 执手
- 开窗器

## 空间意义
随着现代科技的发展，房屋的进深越来越大，人工采光的比例越来越高，换气也不再依靠窗的自然通风，窗已经越来越失去其最初采光通风的用途，转而变成纯粹的建筑学中进行空间围合或划分的工具。不過在環保的驅使下，這樣的大自然設計再度受到注目。